# جرگ (خوفد)
شهرستان جِرِگ، زِرِگ، یا جِرگه (به زبان مغولی: Зэрэг сум، [Zereg sum]؛ ᠵᠡᠷᠭᠡ ᠰᠤᠮᠤ، [jerge sumu]) یک شهرستان (سُوم) در مغولستان است که در استان خوفد واقع شده‌است. جِرِگ ۲٬۵۲۴ کیلومتر مربع مساحت دارد.

## تقسیمات اداری
شهرستان جِرِگ متشکل از ۵ قصبه (باغ) می‌باشد، شامل:
- اِخِن (مغولی: Эхэн баг، [Exen bag]؛ ᠡᠬᠡᠨ ᠪᠠᠭ، [eken baɣ])
- بورا (مغولی: Бураа баг، [Buraa bag]؛ ᠪᠤᠷᠠᠭ᠎ᠠ ᠪᠠᠭ، [buraɣ-a baɣ])
- بورغاسان (مغولی: Бургасан баг، [Burgasan bag]؛ ᠪᠤᠷᠭᠠᠰᠤᠨ ᠪᠠᠭ، [burɣasun baɣ])
- خوندِلِن (مغولی: Хөндлөн баг، [Xöndlön bag]؛ ᠬᠥᠨᠳᠡᠯᠡᠨ ᠪᠠᠭ، [köndelen baɣ])
- گوبه (مغولی: Гүвээ баг، [Güvee bag]؛ ᠭᠦᠪᠡᠭᠡ ᠪᠠᠭ، [gübege baɣ])